# Allhus
Allhus AB var ett svenskt fastighetsbolag.

## Historik
Ett av fastighetsinnehav som lade grunden till Allhus var ett innehav i Ronna i Södertälje som köpts av den Ålandsfödde byggföretagaren Leif Nordqvist (född 1934) tillsammans med en kompanjon efter ett annat fastighetsföretag gått i konkurs 1984. Nordqvist blev verkställande direktör och Allhus expanderade genom köp av bostadsfastigheter i flera svenska städer. Allhus AB börsnoterades 51 januari 1988 på Stockholmsbörsens OTC-lista. Allhus expanderade även i andra europeiska länder och inledde bland annat byggandet av ett kontorskomplex i Elephant and Castle i London med en investering om 350 miljoner kronor. 1990 hade Allhus fastigheter värda 1,5 miljarder kronor och företagets belåningsgrad var över 90 procent.
Den stigande börskursen för Allhus innebar att Nordqvist, som tillsammans med sin familj var huvudägare, drabbades av en hög förmögenhetsskatt som skulle kunna undvikas om företaget köptes ut från börsen. I januari 1990 tog Nordqvist därför upp ett lån av Nyckeln, som ägnade sig åt fastighetsfinansiering. Avsikten var att betala av lånet med försäljning av fastigheter i Allhus. Under 1990 började dock fastighetspriserna sjunka, vilket orsakar problem för upplägget. Efter Iraks invasion av Kuwait i augusti 1990 steg dessutom räntorna, vilket leder till att Nordqvist i september 1990 meddelade Nyckeln att Allhus inte kan betala sina lån. Allhus var den första av Nyckelns låntagare som drabbades av betalningsproblem, men följdes snabbt av andra, och 24 september 1990 ställde Nyckeln in betalningarna, vilket brukar ses som det synliga startskottet till de kommande årens finanskris i Sverige.